# Jean Sénégas
Jean Sénégas (23 mai 1948 - 31 décembre 2017 ) est un enseignant et un essayiste français, spécialiste du surréalisme et de l'œuvre de Roger Vailland.

Il a notamment publié de nombreux articles et analyses sur l'œuvre de Roger Vailland et préfacé plusieurs de ses ouvrages.

## Présentation
Jean Sénégas a beaucoup travaillé sur l'époque du surréalisme et également l'apport du mouvement simpliste au surréalisme, dont les principaux membres furent Roger Vailland, René Daumal, Pierre Minet et Roger Gilbert-Lecomte. 
C'est en particulier lui qui, après de longues recherches, a retrouvé et présenté les dix-huit chroniques cinématographiques inédites de René Daumal.
Il anime des colloques et des tables rondes avec René Ballet, Christian Petr et l'association des Amis Roger Vailland. 

Il est membre du comité de rédaction des Cahiers Roger Vailland et a dirigé un des derniers numéros des Cahiers Roger Vailland : « le numéro 24-25 des Cahiers Roger Vailland, qui vient de paraître et que l'on doit à la patience et à la finesse d'analyse de Jean Sénégas. »

Plus récemment, il a dirigé et écrit l'avant-propos du cahier Les années de cendre.

Alain Georges Leduc a dit récemment, à propos de son livre publié en décembre 2008  Roger Vailland, un homme encombrant , « il existe bien sûr, au sujet de Vailland, la grosse biographie de Courrière, plus les travaux de René Ballet, Christian Petr et de Jean Sénégas... » 
En 2009, après le décès de Jacques Chessex il écrit un long article sur le roman de Jacques Chessex, L’Éternel sentit une odeur agréable où Roger Vailland devient personnage de roman, et sur les rapports entre les deux hommes.
Comme essayiste, il a publié de nombreux articles parmi lesquels on peut citer :

- Fragments d'un temps perdu, L'accession à la parole, L'instant de grâce

- Marx et le paradigme de la Révolution, Histoire et utopie...

- Matin et lendemains après une nuit d'amour ratée

- Introduction et commentaire des textes suivants de Roger Vailland : La croisière de l'Eftalia - Le mystère est au coin de la rue ainsi que À la recherche de l'homme heureux

## L'écriture de Vaillandde Jean Sénégas
Cette étude intitulée Paradoxe sur l'écrivain est parue dans Lecture de Roger Vailland publiée aux éditions Klincksiek en 1987. Roger Vailland aimait beaucoup Diderot où, nous dit Sénégas, il puisait des citations, par exemple l'expression la distinction de soi d'avec soi empruntée au Paradoxe sur le comédien. Pour Vailland, ça ne concernait pas seulement les comédiens mais les héros de Stendhal ou de Baudelaire. Mais curieusement, Vailland ne la met pas en pratique dans son travail d'écrivain.
Pour lui, l'écrivain est comme un sportif qui doit être en forme au moment de l'épreuve. Il prône une discipline du corps -chasteté et sobriété- et une discipline de pensée dans le recherche du mot juste, la maîtrise technique demandant une grande vigilance critique. C'est un homme de méthode : « le narrateur de Beau masque ou de 325.000 francs accompagnait les personnages, expliquait les arrière-plans de leurs actions, généralisait. »
Avec La Fête, la donne change, entre la forme et l'éveil s'articule désormais des conditions moins formelles, la chance et la grâce. Mais après le traumatisme de 1956 et la rupture avec le stalinisme, particulièrement avec ses deux derniers romans La Fête et La Truite, la vision de Vailland a largement évolué. Prendre du recul devient pour lui plus compliqué. « La Fête nous dit Jean Sénégas, propose une nouvelle donne [...] elle est l'instrument d'une reconquête de soi. » Aucun repaire, même celui de Meillonnas n'est à l'abri des échos du monde. 
La forme de l'écrivain est toujours nécessaire, elle demeure toujours un préalable à l'écriture, « Duc se sentit léger comme il ne l'avait pas été depuis plusieurs mois. » Un roman, c'est pour Vailland d'abord quelques images qui frappent son imagination puis décors et personnages se mettent peu à peu en place et le hasard diminue. Pour La Truite par exemple, il précise : « Le soir du bowling, j'avais pensé qu'il était possible qu'une action commençât. » C'est le récit d'un autre personnage Saint-Genis qui finit par déclencher le mécanisme d'écriture, explique Vailland dans La Truite, expliquant par là même sa propre démarche. Il ajoute : « Autant que je comprenne, sa réflexion ne procède pas par association et dissociation de concepts. » Il joue en fait avec les images -les scènes qu'il 'voit'- en les superposant jusqu'à obtenir une image parfaite. C'est ce qu'il appelle "peser un personnage", pour Frédérique son héroïne, « faire le poids de sa singularité. » À partir de ce moment-là, il peut commencer à écrire. Au-delà de la métaphore de la truite, ce qui est important pour Vailland c'est de « la saisir dans sa singularité. » Elle incarne quelque chose de l'ordre de l'impossible, quelque chose qui rejoint ce que Vailland appelle « la totale liberté dans la totale nécessité », la distraction de soi d'avec soi.

## Interventions, collaborations
- Rencontres Vailland : A chacun son Vailland, paroles d'écrivain, intervention de Jean Sénégas, 11/2000, Bourg-en-Bresse
- Roger Vailland et le cinéma par Jean Sénégas, revue Le Croquant, 12/1987
- Lecture de Roger Vailland : Paradoxe sur l'écrivain par Jean Sénégas, Éditions Klincksiek, 1990, (ISBN 2-252-2706-1) édité erroné (BNF 35561440)
- La revendication de l'héroïsme, par Jean sénégas, intervention au colloque de l'ENS de Lyon, 2007

## Articles et préfaces
- - Le Conservateur des hypothèques, ensemble d'articles de Roger Vailland parus dans le journal Action en 1951-1952 puis édité aux Éditions Le Temps des cerises avec une préface de Jean Sénégas.
  - Cortès, le conquérant de l'Eldorado de Roger Vailland, avec une préface et des annotations de Jean Sénégas, 1992
  - Les Années de cendres, articles de Vailland avec un avant-propos de Jean Sénégas, Éditions Le Temps des cerises
  - La conquête de la liberté, Magazine littéraire n°294, avec un article de Jean Sénégas..., 1991
  - Cahiers Roger Vailland n°5, Paris-Prague, sous la direction de Jean Sénégas, Éditions Le Temps des cerises
  - L'émigrant de Roger Vailland avec une préface de Jean Sénégas, Le Temps des cerises, 1998
  - De la souveraineté selon Vailland de Jean Sénégas, revue Europe 712-713, 1988
  - Cahiers Roger Vailland n°2 (décembre 1994) : Action, Libération : un drôle de jeu, avec plusieurs articles de Jean Sénégas : 
L’instant de grâce, Conspirer, disent-ils, Problématique(s), Généalogie d’une généalogie.
  - Le Corps des mutants, article de Jean Sénégas, les Cahiers Roger Vailland, 2004
  - De la souveraineté selon Vailland, par Jean Sénégas, revue Europe, 1988
  - Paradoxe sur l'écrivain, de Jean Sénégas, Éditions Klincksieck, 1987 (voir l'article ci-dessus)
  - Roger Vailland personnage de roman, article sur le livre de Jacques Chessex L'Eternel sentit une odeur agréable